# آنتونیو گونزالس (برزیل)
آنتونیو گونزالس (به پرتغالی: Antônio Gonçalves) یک منطقهٔ مسکونی در برزیل است که در باهیا واقع شده‌است. آنتونیو گونزالس ۱۱٬۸۷۸ نفر جمعیت دارد.